# Рамон (авиабаза)
Рамо́н (ивр. רמון‎) (официальное название: 25-е крыло — ивр. כנף 25‎) — авиабаза ВВС Израиля, находящаяся в Южном округе Израиля. База расположена возле города Мицпе-Рамон. С 2010 года командование базой осуществляет полковник Таль Кальман.

## История
Авиабаза была создана с помощью Соединенных Штатов Америки после эвакуации авиабаз с Синая, в соответствии с Кэмп-Дэвидскими соглашениями. Фактически строительные работы осуществлялись португальцами под контролем американских инженеров. Строительство авиабазы было завершено 24 апреля 1982 года и она была торжественно открыта 19 мая 1982 года. 
Авиабаза «Рамон» и авиабаза «Увда» идентичны друг другу, за исключением того, что Рамон лежит в гористой местности, а Увда на равнине. 

## Базирующиеся подразделения
- 113-я эскадрилья вертолётов «AH-64D Апач Лонгбоу» (ивр. טייסת 113‎);
- 119-я эскадрилья истребителей «F-16I Файтинг Фалкон» (ивр. טייסת 119‎);
- 190-я эскадрилья вертолётов «AH-64 Апач» (ивр. טייסת 190‎);
- 201-я эскадрилья истребителей «F-16I Файтинг Фалкон» (ивр. טייסת 201‎);
- 253-я эскадрилья истребителей «F-16I Файтинг Фалкон» (ивр. טייסת 253‎).